# 코끼리 (시트콤)
《코끼리》는 문화방송의 일일시트콤이다.
첫 회부터 밤 8시 20분에 방영되다가, 타사의 편성 변경으로 평일 저녁시간대에 일일드라마 3편이 중복 편성됨에 따라 시청자의 프로그램 선택권이 제한되지 않기 위해 일일드라마와 편성 시간이 맞바꿔져 2008년 5월 19일부터 2008년 7월 18일 종영할 때까지 저녁 7시 45분에 방영되었다.
시트콤을 제작한 이민호 PD가 참여하였고, 코자로 끝나는 별명을 갖은 캐릭터들끼리 모여 펼치는 좌충우돌 코믹 스토리이다.
한편, 고향친구이자 동창이지만 사고수준, 성격이 상반된 40대 가장인 주복만(이병준 분)과 국영수(권해효 분)의 두 가족을 중심으로, 고졸중퇴인 주복만이 뒤늦게 국영수가 교사로 있는 고등학교에 편입하면서 벌어지는 에피소드를 중심으로 펼쳐졌지만 눈길을 끌만한 캐릭터 발굴에 실패한 점, 참신한 에피소드가 절대적으로 부족했다는 점, 휴먼 시트콤이라고 할 만큼 에피소드에 가족애나 부성애 등에 관련된 것이 많았으나 시청자들이 웃으면서 감동을 느끼는 에피소드가 드러나지 않았다는 점, 대사나 영상기법 역시 어리고 젊은 시청자의 트렌드를 잡기에는 진부함과 상투성을 드러낸 점, 중반부터 캐릭터의 혼선으로 스토리라인이 일관성을 유지하지 못한 데다 방송시간대의 변경 등 여러 가지 이유 탓인지 기대 이하의 성적에 그쳤는데 주요 배역이었던 김국진 등이 소리 없이 퇴진하여 스토리 혼선까지 빚어졌다.

## 등장 인물

### 주복만네 집
- 주현 : 할아버지 역
- 김창숙 : 할머니 역
- 이병준 : 주복만 역
- 김미경 : 엄마 역
- 문세윤 : 주복수 역
- 이상엽 : 상엽 역
- 백성현 : 주성현 역

### 국영수네 집
- 권해효 : 국영수 역
- 한채아 : 채아 역
- 이현지 : 현지 역
- 이세영 : 세영 역

### 세입자
- 윤해영 : 해영 역
- 한영 : 윤한영 역 (중도투입)
- 김국진 : 국진 역 (도중하차)

### 그외 인물
- 박충선 : 진상고 교장 선생님 역
- 윤용현 : 독사 역
- 안연홍 : 안연홍 역
- 위양호 : 위실장 역
- 배다영 : 다영 역
- 김세아 : 곰례 역
- 김정민 : 전덕배 역 (중도투입)
- 이재원 : 재원 역

## 각화 부제목
- 제1화 : 끼리끼리 코끼리 (2008년 1월 21일)
- 제2화 : 넌 세입자고 난 집주인이야 (2008년 1월 22일)
- 제3화 : 부전자전 (2008년 1월 23일)
- 제4화 : 성현! 딱 걸렸어! (2008년 1월 24일)
- 제5화 : 내거야 돌려줘 (2008년 1월 25일)
- 제6화 : 쪽팔리곤 못살아 (2008년 1월 28일)
- 제7화 : 네게 질수는 없다 (2008년 1월 30일)
- 제8화 : Love is Touching (2008년 1월 31일)
- 제9화 : 외전 운명의 쌍곡선 (2008년 2월 1일)
- 제10화 :발가락이 닮았다 (2008년 2월 4일)
- 제11화 : 나도 아내가 있었으면 좋겠다 (2008년 2월 5일)
- 제12화 : 죽어도 좋아 (2008년 2월 7일)
- 제13화 : 외전 블랙맘보 (2008년 2월 8일)
- 제14화 : 복수의 복수 (2008년 2월 11일)
- 제15화 : 반장과 사장사이 (2008년 2월 12일)
- 제16화 : 돌파! 쪽지시험 (2008년 2월 13일)
- 제17화 : 실버 발렌타인 (2008년 2월 14일)
- 제18화 : 비행소녀 견습생 (2008년 2월 15일)
- 제19화 : 시네마 천국 (2008년 2월 18일)
- 제20화 : 뒤로가는 미경 (2008년 2월 19일)
- 제21화 : 영수는 외로워 (2008년 2월 20일)
- 제22화 : 무엇이든 도와드립니다 (2008년 2월 21일)
- 제23화 : 아버지의 이름으로 (2008년 2월 22일)
- 제24화 : 적과의 이중창 (2008년 2월 25일)
- 제25화 : 맨 처음 고백 (2008년 2월 26일)
- 제26화 : 커플이 싫어 (2008년 2월 27일)
- 제27화 : 사랑해요 선생님 (2008년 2월 28일)
- 제28화 : 권력의 탄생 (2008년 2월 29일)
- 제29화 : 성현이의 꿈 (2008년 3월 3일)
- 제30화 : 접촉 2008 (2008년 3월 4일)
- 제31화 : 두 번째 자퇴서 (2008년 3월 5일)
- 제32화 : 세영의 양심 (2008년 3월 6일)
- 제33화 : 시간을 달리는 국진 (2008년 3월 7일)
- 제34화 : 가스통의 습격 (2008년 3월 10일)
- 제35화 : 대화가 필요해 (2008년 3월 11일)
- 제36화 : 며느리도 자식이다 (2008년 3월 12일)
- 제37화 : 파일럿 피쉬 (2008년 3월 13일)
- 제38화 : 스승과 제자 (2008년 3월 14일)
- 제39화 : 참을 수 없다 (2008년 3월 17일)
- 제40화 : 세영, 앙심 품다 (2008년 3월 18일)
- 제41화 : 우연과 운명 (2008년 3월 19일)
- 제42화 : 1박 2일 (2008년 3월 20일)
- 제43화 : 돈이란 무엇인가 (2008년 3월 21일)
- 제44화 : 누구세요 (2008년 3월 24일)
- 제45화 : 사랑의 육탄전 (2008년 3월 25일)
- 제46화 : 위엄 있는 할아버지 (2008년 3월 26일)
- 제47화 : 첫사랑은 이루어지지 않는다 (2008년 3월 27일)
- 제48화 : 그의 모든 것이 좋아 (2008년 3월 28일)
- 제49화 : 닮은꼴찾기 (2008년 3월 31일)
- 제50화 : 화내지 말아요 (2008년 4월 1일)
- 제51화 : 내 몫에 손대지마 (2008년 4월 2일)
- 제52화 : 실세를 찾아라 (2008년 4월 3일)
- 제53화 : 빨강 팬티의 마법 (2008년 4월 4일)
- 제54화 : 샌드백을 쳐라 (2008년 4월 7일)
- 제55화 : 덕배, 쉴 곳을 얻다 (2008년 4월 8일)
- 제56화 : 디디크림 (2008년 4월 10일)
- 제57화 : 덕배, 휴일을 챙기다 (2008년 4월 11일)
- 제58화 : 한 입 주소 (2008년 4월 14일)
- 제59화 : 해영 동생 한영 (2008년 4월 15일)
- 제60화 : 미녀는 괴로워 (2008년 4월 16일)
- 제61화 : 실시간 보고 (2008년 4월 17일)
- 제62화 : 아이스크림 (2008년 4월 18일)
- 제63화 : 우리 막 결혼했어요 (2008년 4월 21일)
- 제64화 : 나는 나를 못믿어 (2008년 4월 22일)
- 제65화 : 받아라, 오바 (2008년 4월 23일)
- 제66화 : 앗 나의 실수 (2008년 4월 24일)
- 제67화 : 반지를 찾아서 (2008년 4월 25일)
- 제68화 : 내 친구 봉선이 (2008년 4월 28일)
- 제69화 : 해영아빠 영수엄마 (2008년 4월 29일)
- 제70화 : 둘만의 시간 (2008년 4월 30일)
- 제71화 : 비밀은 있다 (2008년 5월 1일)
- 제72화 : 신혼이잖아 (2008년 5월 2일)
- 제73화 : 이상한 삼각관계 (2008년 5월 5일)
- 제74화 : 복수, 날개를 달다 (2008년 5월 6일)
- 제75화 : 댄스댄스 (2008년 5월 7일)
- 제76화 : 내 방침일세 (2008년 5월 8일)
- 제77화 : 조용한 가족 (2008년 5월 9일)
- 제78화 : 꿈같은 뽀뽀뽀 (2008년 5월 13일)
- 제79화 : 그놈은 예뻤다 (2008년 5월 14일)
- 제80화 : 남의 떡이 맛있는 이유 (2008년 5월 15일)
- 제81화 : 부부는 닮는다 (2008년 5월 19일)
- 제82화 : 검사해 주세요 (2008년 5월 20일)
- 제83화 : 젊은 그대 (2008년 5월 21일)
- 제84화 : 졸업사진 (2008년 5월 22일)
- 제85화 : 잠들고 싶어라 (2008년 5월 23일)
- 제86화 : 인연이 있다면 (2008년 5월 26일)
- 제87화 : 4당 5락 (2008년 5월 27일)
- 제88화 : 아버지는 나의 우상 (2008년 5월 28일)
- 제89화 : 세영은 따라쟁이 (2008년 5월 29일)
- 제90화 : 프로포즈는 이렇게 (2008년 5월 30일)
- 제91화 : 곰 같은 며느리 (2008년 6월 2일)
- 제92화 : 그림의 돈 (2008년 6월 3일)
- 제93화 : 아내의 남자친구 (2008년 6월 4일)
- 제94화 : 사랑의 사랑니 (2008년 6월 5일)
- 제95화 : 꼴불견이면 어때 (2008년 6월 6일)
- 제96화 : 착각의 늪 (2008년 6월 9일)
- 제97화 : 갱년기 히스테리 (2008년 6월 10일)
- 제98화 : 네 번째 아이 (2008년 6월 11일)
- 제99화 : 둘째 며느리 (2008년 6월 12일)
- 제100화 : 화장을 고치고 (2008년 6월 13일)
- 제101화 : 입덧의 끝 (2008년 6월 16일)
- 제102화 : 러브레터 (2008년 6월 17일)
- 제103화 : 얼마나 아플까 (2008년 6월 18일)
- 제104화 : 아빠는 삐에로 (2008년 6월 19일)
- 제105화 : 보리차의 달인 (2008년 6월 20일)
- 제106화 : 영정사진 (2008년 6월 23일)
- 제107화 : 엄마의 카운트다운 (2008년 6월 24일)
- 제108화 : 우리 며느리가 최고 (2008년 6월 25일)
- 제109화 : 사랑한다고 말해 (2008년 6월 26일)
- 제110화 : 주인공이 되고 싶어 (2008년 6월 30일)
- 제111화 : 명품 중의 명품 (2008년 7월 1일)
- 제112화 : 그대와 함께 먹는 라면 (2008년 7월 2일)
- 제113화 : 당신의 돈 (2008년 7월 3일)
- 제114화 : 덕배 천하 (2008년 7월 4일)
- 제115화 : 머리띠 쟁탈전 (2008년 7월 7일)
- 제116화 : 무서운 이야기 (2008년 7월 8일)
- 제117화 : 음식 남녀 (2008년 7월 9일)
- 제118화 : 절대 미각 (2008년 7월 10일)
- 제119화 : 진짜 진짜 괜찮아 (2008년 7월 11일)
- 제120화 : 차라리 믿지마 (2008년 7월 14일)
- 제121화 : 달려라 복만이 (2008년 7월 15일)
- 제122화 : 이상한 커플 (2008년 7월 16일)
- 제123화 : 진짜 가족 (2008년 7월 17일)
- 제124화 (최종회) : 브라보! 코끼리 (2008년 7월 18일)